# Gunaj Mamadzada
Gunaj Vugar kizi Mamadzada (azerbajdžansko Günay Vüqar qızı Məmmədzadə), azerbajdžanska mednarodna šahovska mojstrica (IM) in ženska šahovska velemojstrica (WGM), * 19. junij 2000, Baku, Azerbajdžan. Bila je svetovna mladinska prvakinja med dekleti do 10 let ter evropska mladinska prvakinja med dekleti do 8 in 14 let. Mamadzada je dvakratna azerbajdžanska ženska državna prvakinja, kar ji je uspelo v letih 2017 in 2019. Azerbajdžan je zastopala na šahovski olimpijadi, svetovnem ekipnem šahovskem prvenstvu in evropskem ekipnem šahovskem prvenstvu, na slednjem je leta 2019 osvojila ekipno in posamično bronasto medaljo. Njen najvišji FIDE rating je bil 2483, kar jo je uvrščalo na 18. mesto na svetu med ženskami.
Mamadzada je začela igrati šah pri petih letih. Potem ko je osvojila več medalj na mladinskih evropskih in svetovnih prvenstvih, je leta 2014 pri 14 letih postala najmlajša ženska velemojstrica (WGM) v zgodovini Azerbajdžana. Do leta 2016 je pridobila vse norme za naziv mednarodne mojstrice (IM), naslov pa ji je bil podeljen leta 2018, ko je dosegla zahtevani prag 2400 rating točk. Med najvišje ocenjenimi igralci, ki jih je premagala, sta Abhidžet Gupta z ratingom 2614 in Koneru Humpi, ena izmed vodilnih šahistk, z ratingom 2577.

## Otroštvo in ozadje
Gunaj Mamadzada se je rodila 19. junija 2000 v Bakuju, glavnem mestu Azerbajdžana. Za igro se je začela zanimati pri petih letih med opazovanjem šahiranja svojih starih staršev. Istega leta se je pridružila mladinski šahovski šoli olimpijske rezerve št. 1. V šoli je začela sodelovati z Rasulom Ibrahimovom, azerbajdžanskim velemojstrom (GM), ki je še do danes ostal njen trener.
Mamadzada je začela dosegati nacionalne in mednarodne uspehe pri približno sedmih letih. V začetku leta 2007 je na azerbajdžanskem državnem prvenstvu v kategoriji deklic do 8 let zasedla tretje mesto. Kasneje istega leta je debitirala na evropskem mladinskem in svetovnem mladinskem šahovskem prvenstvu v isti diviziji. Na obeh tekmovanjih je osvojila medaljo, bronasto na evropskem prvenstvu in srebrno na svetovnem prvenstvu. Na slednjem je dosegla rezultat 8½/11, pri čemer je izgubila partiji z zmagovalko Ivano Mario Furtado in Žansajo Abdumalik. Naslednje leto je ponovno osvojila medaljo na obeh tekmovanjih, zlato na evropskem prvenstvu in bronasto na svetovnem prvenstvu. Na slednjem je končala za Abdumalik in Qiyu Zhou, saj je proti obema izgubila. Njena zmaga nad Kelly Wang je bila odločilna za tretje mesto.

## Šahovska kariera

### 2009–14: Svetovna prvakinja do 10 let, WGM pri 14
Mamadzada si je prve FIDE rating točke prislužila januarja 2009, ko je pri osmih letih po udeležbi na evropskem mladinskem prvenstvu 2008 v kategoriji deklic do 10 let dosegla rating 1764. Potem ko na evropskem mladinskem prvenstvu 2009 ni osvojila medalje, si je opomogla in na svetovnem mladinskem prvenstvu 2009 v Antalyji zmagala v kategoriji deklic do 10 let. Na tem tekmovanju je zmagala prvih deset iger in dosegla rezultat 10½/11, dve točki pred Furtado, ki je zasedla drugo mesto in je bila ena od igralk, ki jih je premagala. Mamadzada je prvič nastopila na azerbajdžanskem ženskem državnem prvenstvu leta 2010 pri devetih letih in končala na zadnjem mestu kot najnižje ratingirana tekmovalka. Leta 2010 je prejela naziv ženske FIDE mojstrice (WFM). Mamadzada je leta 2012 dosegla še en dosežek, ko je na svetovnem šolskem individualnem šahovskem prvenstvu za dekleta do 13 let zasedla prvo mesto pred dvema višje ocenjenima ruskima igralkama Anno Vasenino in Irino Drogovoz. Blizu medalje je bila tudi na mladinskem evropskem prvenstvu, kjer je bila skupaj z dvema igralkama do 12 let s 7/9 skupno tretja, vendar je imela slabši tiebreaker.
Leta 2013 je Mamadzada dosegla mejnika 2000 in 2100 rating točk. Osvojila je svojo drugo zlato medaljo na mladinskem evropskem prvenstvu v Črni gori v kategoriji deklet do 14 let z 7½/9. Med drugim je premagala Neli Pychovo v zadnjem krogu, ko je Pychova sama začela krog na prvem mestu. Leta 2014 si je Mamadzada prislužila naslov ženske mednarodne mojstrice (WIM) in ženske velemojstrice (WGM). Potem ko si je svojo prvo normo za WIM prislužila že julija 2013 na pokalu Nane Aleksandrije v Gruziji, si je preostale norme za WIM in WGM prislužila še na dveh turnirjih leta 2014, in sicer februarja na Memorialu Davida Bronsteina v Belorusiji in julija na Evropskem posamičnem ženskem šahovskem prvenstvu v Bolgariji. Na prvem je dosegla 5/9, kar je podkrepila z zmago v zadnjem krogu proti srbskemu velemojstru Siniši Dražiću. Na drugem dogodku je dosegla rezultat 6/11 in pridobila 134 rating točk, s čimer je presegla prag 2300 rating točk, potrebnih za naslov WGM. Mamadzada je na evropskem posamičnem prvenstvu zasedla osmo mesto, potem ko je začela z rezultatom 5/7 in končala na 38. mestu. Naslov WGM je osvojila septembra na odprtem prvenstvu Bakuja z rezultatom 4/9 proti veliko močnejšim nasprotnikom s povprečnim ratingom 2494, s čimer si je prislužila tretjo in zadnjo normo WGM ter prvo normo mednarodne mojstrice (IM). S 14 leti je Mamadzada postala najmlajša WGM v zgodovini Azerbajdžana in tako presegla prejšnji rekord Turkan Mamedjarove, ki je naslov dosegla pri 18 letih.

### 2015–danes: Naslov mednarodnega mojstra
Mamadzada je zadnji dve normi za IM dosegla v letih 2015 in 2016, vendar je prag 2400 rating točk, potreben za naslov, dosegla šele leta 2018. Svojo drugo normo za IM je dosegla julija 2015 na odprtem prvenstvu Češke, kjer je dosegla rezultat 5½/9. Njeno tretjo in zadnjo normo za IM je pridobila na Nahčivan Open v Azerbajdžanu, kjer je dosegla rezultat 5/9 in zmagala v zadnjem krogu proti Zaurju Mamadovu, azerbajdžanskemu velemojstru. Mamadzadini zadnji dve veliki mladinski prvenstvi sta bili svetovni mladinski šahovski prvenstvi za dekleta do 20 let leta 2015 in 2017. Leta 2015 je zasedla sedmo mesto, leta 2017 pa se je odrezala slabše in izgubila 64 rating točk. Kljub temu je imela v začetku leta 2017 boljše rezultate. Februarja je zmagala na svojem prvem azerbajdžanskem ženskem prvenstvu z rezultatom 7/9 in bila za celo točko boljša od drugega mesta. Na turnirju je premagala IM Gulnar Mamadovo, ki je bila edina igralka na turnirju z višjim ratingom. Dobro se je odrezala tudi na evropskem posamičnem ženskem prvenstvu, kjer je dosegla rezultat 7/11 in turnir končala s štirimi zaporednimi zmagami. Mamadzada si je hitro povrnila večino rating točk, ki jih je na začetku leta 2018 izgubila na svetovnem mladinskem prvenstvu med nastopom na odprtem prvenstvu Moskve in drugim mestom na ženskem državnem prvenstvu, ki ga je po kriteriju tiebreaka zasedla za Hanim Balajajevo. Nato je na evropskem posamičnem prvenstvu za ženske na Slovaškem presegla rating 2400 in si prislužila naslov IM, pri čemer je z rezultatom 7½/11 zasedla skupno deseto mesto in pridobila 50 rating točk, s čimer je svoj rating zvišala na 2442. Kasneje leta 2018 je na turnirju Abu Dhabi Masters zmagala v igri proti Abhidžetu Gupti, indijskemu velemojstru, ki je z ratingom 2614 najvišje ratingirani igralec, ki ga je premagala.
Mamadzada je leta 2019 osvojila svoje drugo žensko prvenstvo Azerbajdžana z rezultatom 8½/9, kar ustreza oceni uspešnosti ratinga v višini 2622. Dobro se je odrezala tudi na Evropskem ženskem klubskem pokalu kasneje istega leta, ko je ob zastopanju univerze Odlar Jurdu dosegla rezultat 4/6 za oceno uspešnosti ratinga v višini 2597. Na turnirju je premagala dva velemojstra, Valentino Gunino z ratingom 2509 in Koneri Humpi z ratingom 2577. Po več kot enoletnem premoru zaradi pandemije COVID-19 je bila Mamadzada imenovana za nadomestno igralko za zadnji del ženskega turnirja za Veliko nagrado FIDE 2019-2021 v Gibraltarju maja 2021. Čeprav je bila tretja najslabše ratingirana igralka med dvanajstimi, je na turnirju dosegla odličen rezultat in z rezultatom 6½/11 zasedla tretje mesto za nadomestno igralko Abdumalik in Marijo Muzičuk. Imela je priložnost, da si prisluži normo za naslov GM, če bi v devetem krogu zmagala ali remizirala proti Ani Muzičuk, vendar je partijo izgubila.
4. julija 2022 je Mamadzada zmagala na ženskem turnirju na 7. mednarodnem šahovskem festivalu, posvečenem spominu na pokojnega predsednika države Lecha Kaczyńskega na Poljskem. Avgusta 2022 je osvojila srebrno medaljo na evropskem posamičnem prvenstvu za ženske z rezultatom 8/11, ½ točke za Moniko Soćko.

## Zastopanje državne reprezentance
Mamadzada je Azerbajdžan začela zastopati na šahovski olimpijadi do 16 let leta 2016 na Slovaškem. Igrala je na drugi deski za Nailom Baširlijem in imela dober individualni nastop, saj je dosegla rezultat 5½/8 in zasedla peto mesto na drugi deski za samo moškimi igralci. Od takrat je igrala v dveh azerbajdžanskih ženskih šahovskih olimpijadnih ekipah. Na obeh se je Azerbajdžan odrezal podobno, saj je s 16 točkami zasedel skupno četrto mesto tako leta 2016, ko je dosegel +7-2=2, kot leta 2018, ko je dosegel +6-1=4. S kriterijem tiebreak so leta 2016 zasedli osmo, leta 2018 pa deseto mesto. Na olimpijadi v Bakuju leta 2016 je Azerbajdžan kot država gostiteljica lahko prijavil tri ekipe. Mamadzada je igrala na drugi deski prve ekipe za Zeinab Mamedjarovo in se dobro odrezala, saj je dosegla rezultat 5½/10 in pridobila rating točke. Na olimpijadi v Batumiju leta 2018 je Mamadzada igrala na prvi deski, vendar je dosegla le rezultat 4½/9 in izgubila rating točke.
Mamadzada je Azerbajdžan zastopala tudi na evropskem ženskem ekipnem šahovskem prvenstvu. Leta 2017 in 2019 je igrala na prvi deski. Po osmem mestu z 11 točkami (+4-2=3) leta 2017 v Grčiji je Azerbajdžan leta 2019 osvojil ekipno bronasto medaljo za zlato Rusijo in srebrno Gruzijo, ki je bila gostiteljica prvenstva. Hanim Balajajeva, Ulvija Fatalijeva in Gulnar Mamadova na spodnjih deskah ter Turkan Mamedjarova na rezervni deski so skupaj zbrale 14 točk (+6-1=2) in izgubile le s Španijo, medtem ko so remizirale z Rusijo in Gruzijo. Tudi posamično je Mamadzada na prvi deski osvojila bronasto medaljo z rezultatom 5½/8, kar ustreza oceni uspešnosti ratinga v višini 2565, s čimer je zaostala le za velemojstricama Nano Dzagnidze in Pio Cramling.

## Način igranja
Mamadzada igra predvsem 1.e4 (otvoritev s kraljevim kmetom) v primerjavi z 1.d4 (otvoritev z daminim kmetom) ali drugimi prvimi potezami. Njeni najljubši šahovski figuri sta lovec in dama, ki sta po njenem mnenju njeni »glavni orožji«. Kljub temu namerava svoj slog igre na splošno prilagoditi po potrebi v vsaki posamezni igri. Fikret Sideifzade, mednarodni mojster, ki je treniral žensko ekipo Azerbajdžana, je Mamadzadine prednosti opisal kot »[z] dobrim poznavanjem otvoritev in močnimi živci«.

## Zasebno življenje
Mamadzadin šahovski idol je Magnus Carlsen. V mlajših letih je bolj oboževala Judit Polgár. Mamadzadini hobiji zunaj šaha so jahanje, tek, branje in študij jezikov. Poleg azerbajdžanščine govori angleško, francosko in rusko. Med odraščanjem je rada plavala in streljala.